# Juan Manuel Delgado Moreno
Juanma Delgado (Huelva, 3 de gener de 1977) és un futbolista andalús, que juga com a defensa.

## Trajectòria esportiva
Va destacar al club de l'Ayamonte, d'on va passar al Recreativo de Huelva, amb qui va debutar a Segona Divisió la campanya 98/99, tot jugant 34 partits. La seua progressió va possibilitar que l'Atlètic de Madrid el fitxara per al seu filial, on també va destacar, tot i no aplegar al primer equip matalasser.
Després d'una discreta estada a la UD Salamanca, el 2001 recala al Racing de Santander. Amb els càntabres debuta a la màxima categoria, sent durant cinc campanyes peça clau del conjunt santanderí, i jugant més d'un centenar de partits.
La temporada 05/06 li arriba la possibilitat de jugar amb un gran, el Deportivo de La Corunya. Va signar una discreta primera temporada, mentre que la següent passaria a la suplència. Sense opcions a l'equip gallec, el 2007. Posterioriment va militar al CD Tenerife, on es repetiria la història: primera temporada discreta i segona nul·la. El 2009 recala al Cadis CF, de Segona B, on hi romandria nou mesos.